# Nurabad (Lorestan)
Nurabad (persiska: نورآباد) är en stad i Iran. Den ligger i provinsen Lorestan, i den västra delen av landet, 1 790 meter över havet. Antalet invånare är 73 528. Nurabad är administrativt centrum för delprovinsen (shahrestan) Delfan.